# Cyclophora radiomarginata
Cyclophora radiomarginata är en fjärilsart som beskrevs av Joannis 1908. Cyclophora radiomarginata ingår i släktet Cyclophora och familjen mätare. Inga underarter finns listade i Catalogue of Life.